# Dance Dance Revolution
Dance Dance Revolution (jap. ダンスダンスレボリューション Dansudansureboryūshon) (w skrócie DDR) – seria konsolowych gier muzycznych stworzona przez japońską firmę Konami. Jej początek miał miejsce na automaty do gry, potem zaś seria przeniosła się na konsole gier wideo. Dance Dance Revolution należy do większej serii gier muzycznych Bemani.

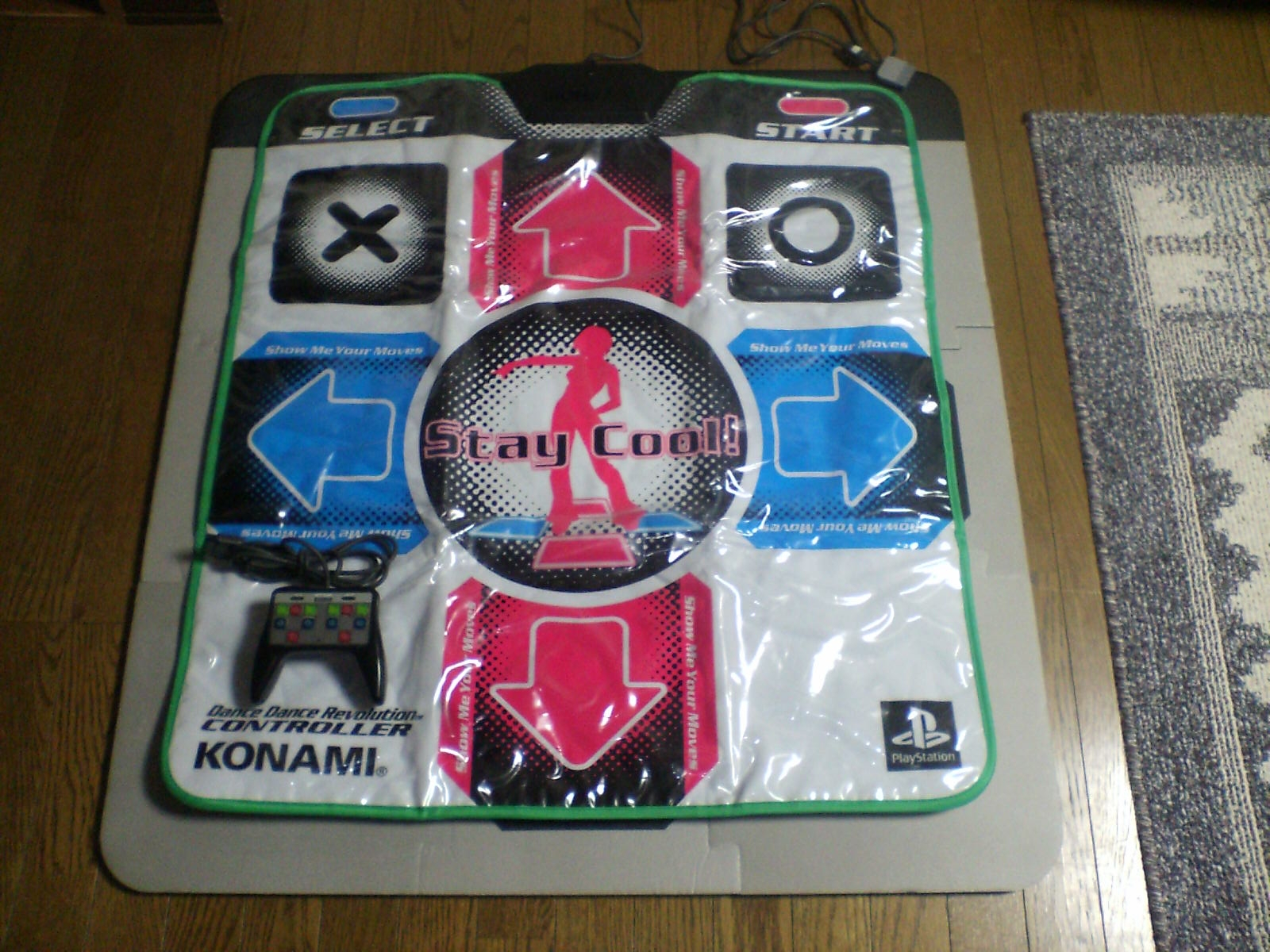
Mata do Dance Dance Revolution pod PlayStation

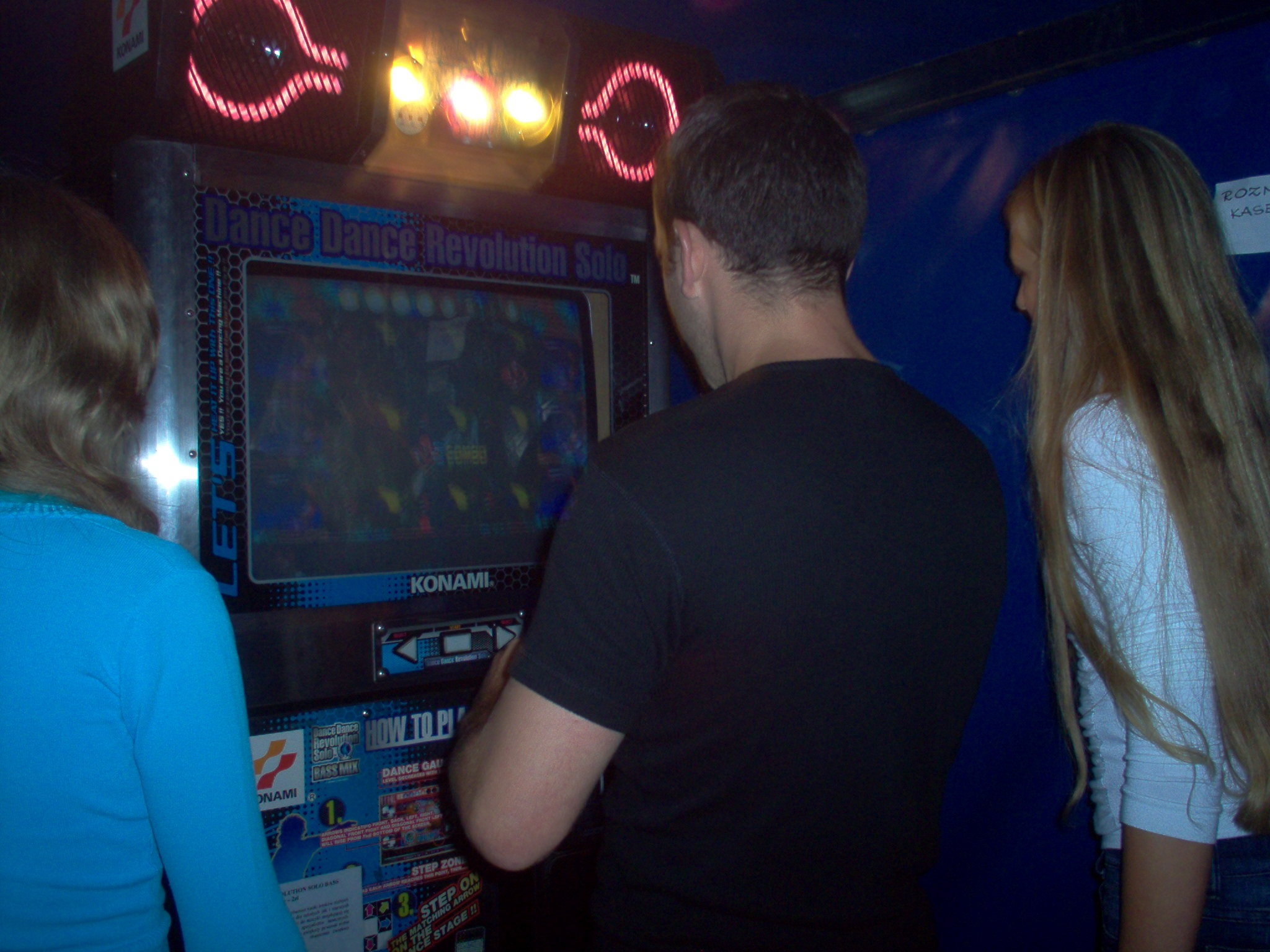
Automat Dance Dance Revolution Solo

Rozgrywka w serii polega na stawianiu stóp na wyznaczonych panelach kwadratowej maty lub platformy, w rytm odtwarzanego utworu i w kolejności wyświetlonej na ekranie. Panele na platformie oznaczone są strzałkami i, zależnie od wariantu gry, jest ich cztery (przód, tył, lewo, prawo) lub sześć (przód, tył, lewo, prawo, lewy przedni ukos, prawy przedni ukos). Gracz po wykonaniu tańca jest oceniany przez grę pod względem umiejętności.
Otwierająca serię gra Dance Dance Revolution z 1999 roku na automaty i konsolę PlayStation zyskała wysoką popularność (ponad 1 milion sprzedanych egzemplarzy w Japonii w ciągu roku) i entuzjastyczne oceny recenzentów. Jej sukces spowodował powstanie licznych kontynuacji na kilka różnych platform, między innymi także popularnej Dance Dance Revolution Extreme na PlayStation 2, Dancing Stage przeznaczonej na rynek europejski i Dance Dance Revolution Hottest Party na Wii, dodatków zawierających nowe utwory muzyczne, a nawet markowych spin-offów w rodzaju Dance Dance Revolution: Disney Channel Edition czy Dance Dance Revolution Winx Club. Na podstawie Dance Dance Revolution powstały gry o podobnych zasadach rozgrywki w rodzaju In The Groove czy Pump It Up, którym Konami wytoczyło proces o plagiat. W 2001 roku powstała gra komputerowa StepMania inspirowana między innymi serią Dance Dance Revolution.